# Monte Brusa
Il monte Brusa (mont Brusà in dialetto locale) è una montagna dell'Appennino tosco-emiliano alta 1794 m.

## Geografia
Ubicata al confine tra Emilia e Toscana, tra i comuni di Corniglio, (Parma), e Bagnone, (Massa-Carrara), la montagna è inserita nel contesto del parco nazionale dell'Appennino Tosco-Emiliano.

## La montagna
Il versante toscano della montagna è molto ripido e percorribile dopo avere attraversato tutta la lunga valle del torrente  Redivalle, rio che tocca il borgo di  Vico per poi gettarsi sul lato destro nel Bagnone. Alla base lunigianese della montagna sono presenti le  capanne di Cartiglia. Il versante emiliano è invece più placido, permettendo di raggiungere con una certa agevolezza i numerosi laghi di confine e le vette circostanti.

## Percorsi
In vicinanza del  monte Brusa è presente il  passo delle Guadine (1.680 m) dal quale si accede alle vicine  capanne di Guadine e alle  capanne di Badignana (1.484 m), poste entrambe sul lato emiliano in posizioni opposte.
Alle spalle dello stesso  monte Brusa è presente, sempre sul lato parmense, il  monte Roccabisco (1.727 m).